# Почек, Перо
Перо (Пьетро) Почек (серб. Pero Poček; 20 марта 1878, Цетине, Черногория — 2 февраля 1963, Дженцано-ди-Рома, Италия) — черногорский и итальянский живописец.
Один из наиболее значительных и самых известных черногорских художников первой четверти XX века.

## Биография
Живописи учился при финансовой поддержке итальянской королевы Елены Черногорской, дочери короля Черногории Николы I Петровича в Италии в академии изобразительных искусств в Неаполе (1892—1907). Ученик Доменико Морелли. Был награждён первой премией Академии.
После окончания с отличием академии, остался жить в Италии. Вернулся на некоторое время на родину. В 1912—1913 добровольцем в составе Черногорского корпуса участвовал в Балканской войне. Позже переехал в Рим, чтобы изучать искусство фрески.
Участник многих выставок южнославянских и балканских художников до 1914 года: в Лондоне, Амстердаме, Венеции, Неаполе, Риме, Белграде и Софии, на которых его произведения выделялись и получали признания.

## Творчество
П. Почек — автор многих портретов, натюрмортов, пейзажей, фигуральных и религиозных композиций.
Создал значительные произведения в стиле академического реализма, хотя лучшими его работами являются импрессионистические, пленэристические пейзажи, полные света и яркого колорита.
Значителен его цикл работ по мотивам романтической поэмы «Горного венца». В 1943 создал серию марок для почты Черногории, оккупированной Италией, с изображением картин и стихотворных строк из сербско-черногорской поэмы «Горный венец» владыки Черногории Петра II Петровича-Негоша о победе черногорской армии над турками.